# 千葉県立流山東高等学校
千葉県立流山東高等学校（ちばけんりつ ながれやまひがしこうとうがっこう）は、千葉県流山市名都借に所在した公立の高等学校。設置学科は普通科と国際文化科。2008年4月に千葉県立流山中央高等学校と統合し、千葉県立流山おおたかの森高等学校となった。

## 設置学科
- 普通科
- 国際文化科

## 所在地
- 〒270-0145 千葉県流山市名都借140

## 沿革
- 1979年（昭和54年）4月13日、普通科単独校として開校。
- 1997年（平成9年）、国際文化科設置。
- 2008年（平成20年）3月24日、終業式にて閉校宣言。その後、3月28日に最後の離任式を開催。

## 統合
- 2008年（平成20年）4月、千葉県立流山中央高等学校と統合された（にもとづくもの）。統合校の校名は千葉県立流山おおたかの森高等学校（県教委の報道発表参照）。統合校は流山中央高校校舎を使用し、普通科7クラス、国際コミュニケーション科1クラスが設置されている。なお、流山東高校の2006年度入学生は統合校の3年次に、2007年度入学生は同2年次にそれぞれ移行した。
- なお、この閉校後の校舎は、耐震補強・減築工事などを経て、2010年（平成22年）4月より千葉県立特別支援学校流山高等学園の第二キャンパスとして利用されている（平成19年度第13回千葉県教育委員会会議教育長報告参照）。